# Ñorquincó (departement)
Ñorquincó is een departement in de Argentijnse provincie Río Negro. Het departement (Spaans:  departamento) heeft een oppervlakte van 8.413 km² en telt 2.079 inwoners.

## Plaatsen in departement Ñorquincó
- Aguada Troncoso
- Chacay Huarruca
- Chenqueniyeu
- Fitalancao
- Futa Ruin
- Las Bayas
- Mamuel Choique
- Ñorquincó
- Ojos de Agua
- Río Chico (Est. Cerro Mesa)